# Pont de Bonneuil
Le pont de Bonneuil est un pont routier qui permet de franchir la Marne entre Saint-Maur-des-Fossés et Bonneuil-sur-Marne.
La rive sud du pont est située dans le port de Bonneuil.